# Akamina-Kishinena Provincial Park
Der Akamina-Kishinena Provincial Park ist ein 10.921 ha großer Provincial Park im äußersten Südosten der kanadischen Provinz British Columbia. Der Park liegt im Regional District of East Kootenay und zieht sich im Osten entlang der Grenze zu Alberta sowie im Süden entlang der Grenze zum US-Bundesstaat Montana. Die nächstgelegene Gemeinde in British Columbia ist Fernie. Die Felsformationen im Park gehören zu den ältesten in den kanadischen Rocky Mountains.
Der Park kann grundsätzlich als sogenannter Back Country Park bezeichnet werden, da er durch öffentliche Straßen nicht erschlossen ist.

## Anlage
Bei dem Park handelt es sich um ein Schutzgebiet der Kategorie II (National Park).
Der Park grenzt nach Osten an den in Alberta gelegenen Waterton-Lakes-Nationalpark an. Nach Süden grenzt er an den in Montana gelegene Glacier-Nationalpark und damit an den Rand der Lewis-Überschiebung. Durch diese Überschiebung liegt sehr altes Gestein aus dem Proterozoikum, das vor bis zu 1,5 Milliarden Jahren entstanden ist, über jüngeren Schichten aus Quartär und Kreide und den letzten 100 Millionen Jahren. In der Südost-Ecke des Parks liegt der Akamina Pass.
Im Park finden sich mehrere Seen. Der Hauptabfluss der Bäche im Park erfolgt über den Akamina Creek.
Die Berge im Park erreichen eine Höhe von über 2000 m und gehören zur Border Ranges, einer Subkette der kanadischen Rocky Mountains. Der King Edward Peak ist mit 2797 m der höchste Punkt im Park. An der Westgrenze des Parks liegt der Starvation Peak, welcher sogar eine Höhe von 2835 m erreicht.

## Geschichte
Der Provincial Park wurde am 17. September 1986 eingerichtet. Im Jahr 1995 wurden die Grenzen des Parks sowie sein Status neu festgelegt.
Die Wege durch den Park und über die Rocky Mountains sind den hier schon seit langer Zeit lebenden First Nations vom Volk der Ktunaxa bekannt gewesen.

## Flora und Fauna
Innerhalb des Ökosystems von British Columbia wird der Park der Engelmann Spruce Subalpine Fir Zone sowie der Montane Spruce Zone zugeordnet. Biogeoklimatische Zonen zeichnen sich durch ein grundsätzlich identisches Klima sowie gleiche oder sehr ähnliche biologische und geologische Voraussetzungen aus. Daraus resultiert in den jeweiligen Zonen dann auch ein sehr ähnlicher Bestand an Pflanzen und Tieren.
Der Park wird, zusammen mit dem Waterton-Lakes-Nationalpark, dem Glacier-Nationalpark und anderen, zum Crown of the Continent Ecosystem gerechnet.

## Aktivitäten
Der Park verfügt über keine ausgeprägte touristische Infrastruktur. An verschiedenen Stellen finden sich einfache Zeltplätze und rudimentäre Sanitäranlagen. Weiterhin ist das „wilde“ Zelten und Feuer machen, mit Einschränkungen, ebenfalls erlaubt.